# Hylomyrma

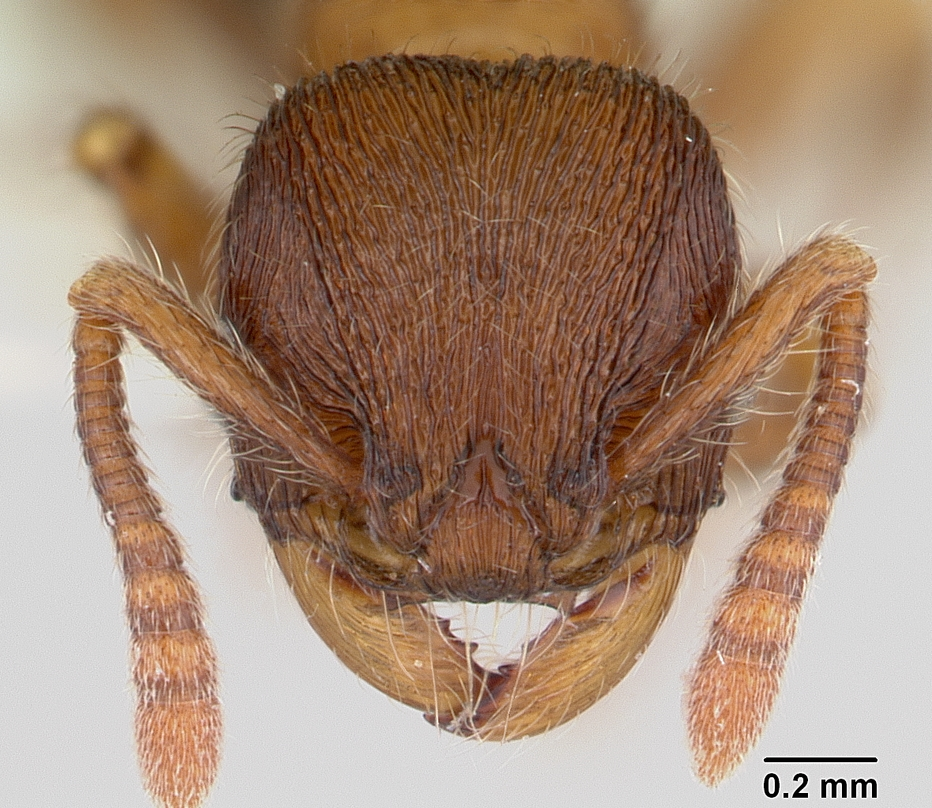
Hylomyrma reitteri

Hylomyrma (лат.) — род муравьёв из подсемейства Myrmicinae (Formicidae). Центральная и Южная Америка.

## Распространение
Неотропика: от Мексики до Парагвая.

## Описание
Мелкие муравьи от рыжевато-бурого цвета до чёрного (длина рабочих 4—6 мм, матки до 7,5 мм), похожие на крупных представителей рода Myrmica. Усики самок и рабочих 12-члениковые (булава 4-члениковая), у самцов состоят из 13 сегментов. Формула щупиков 4,3. Проподеум с двумя шипиками. Петиоль сильно стебельчатый. Стебелёк между грудкой и брюшком состоит из двух члеников: петиолюса и постпетиолюса (последний четко отделен от брюшка), жало развито, куколки голые (без кокона).
Hylomyrma отличается от близких родов (Pogonomyrmex и Patagonomyrmex) следующими признаками: нижние проподеальные шипики двувершинные, верхняя и нижняя части заостренные; апикальный (жевательный) край мандибул заметно скошен при виде анфас. Для Pogonomyrmex и Patagonomyrmex характерны другие признаки: нижние проподеальные шипики округлые, треугольные или шиповидные; всегда с одной вершиной, никогда не двувершинные; апикальный (жевательный) край мандибул перпендикулярен или почти перпендикулярен при виде анфас.

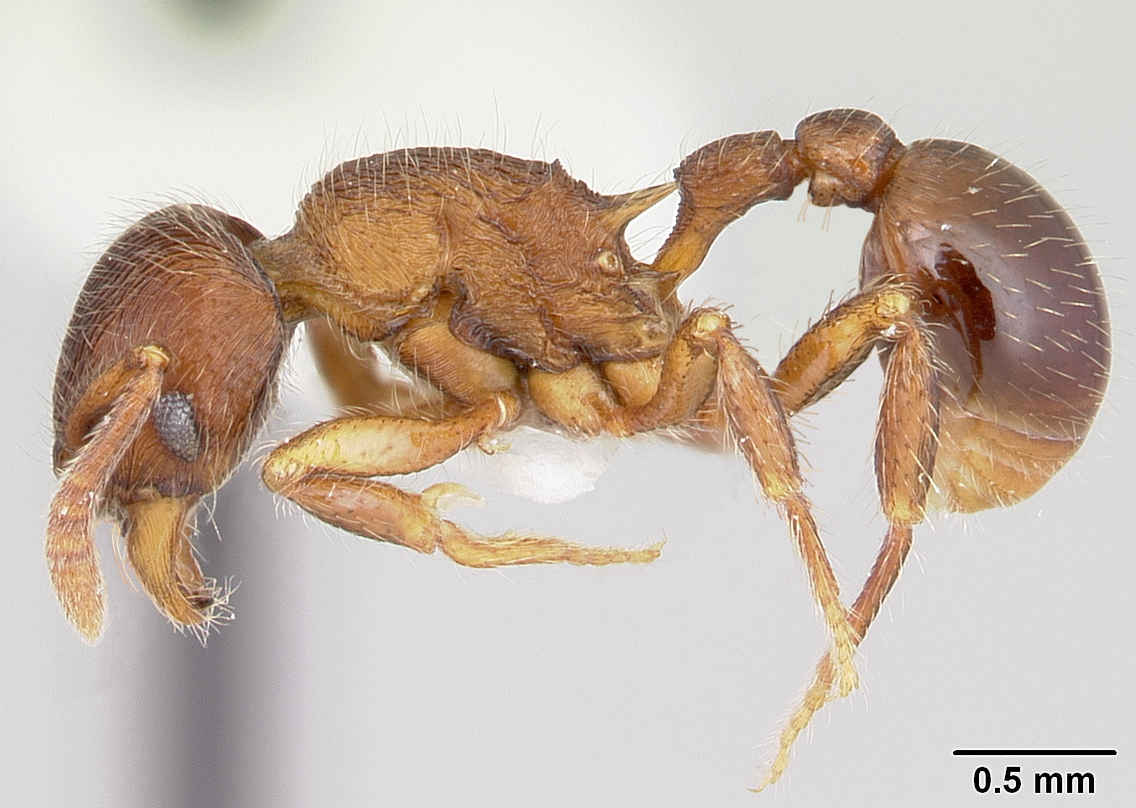
Hylomyrma reitteri
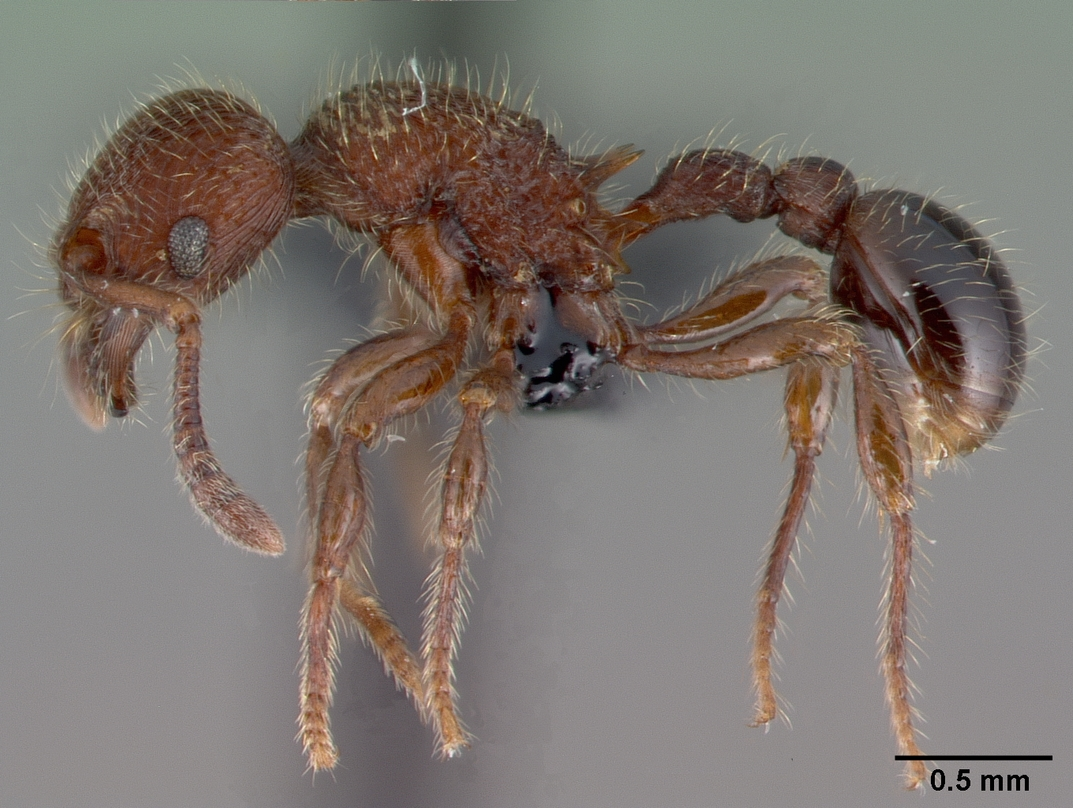
Hylomyrma dentiloba

## Классификация
Около 30 видов. Примерно 100 лет род относили к трибе Myrmicini. Первоначально таксон Hylomyrma был описан в 1912 году как подрод в составе рода Pogonomyrmex. В 1922 году повышен до уровня отдельного рода. В 2014 году в ходе молекулярно-филогенетического исследования и полной реклассификации всех мирмицин (Ward et al., 2014) было оставлено только 6 триб с изменённым составом. С тех пор триба Myrmicini принимается в узком составе и включает только 2 современных рода (Manica и Myrmica) и 2 ископаемых, а другие роды выделены в другие трибы, например, роды Hylomyrma и Pogonomyrmex выделены в отдельную трибу Pogonomyrmecini (вместе с Patagonomyrmex).

### Синонимы
- Lundella Emery, 1915

### Виды
- Hylomyrma adelae Ulysséa, 2021[1]
- Hylomyrma balzani (Emery, 1894)
- Hylomyrma blandiens Kempf, 1961[5]
- Hylomyrma columbica (Forel, 1912) typus
- Hylomyrma dandarae Ulysséa, 2021
- Hylomyrma dentiloba (Santschi, 1931)
- Hylomyrma dolichops Kempf, 1973[2]
- Hylomyrma immanis Kempf, 1973[2]
- Hylomyrma jeronimae Ulysséa, 2021
- Hylomyrma lispectorae Ulysséa, 2021
- Hylomyrma longiscapa Kempf, 1961[5]
- Hylomyrma lopesi Ulysséa, 2021
- Hylomyrma macielae Ulysséa, 2021
- Hylomyrma margaridae Ulysséa, 2021
- Hylomyrma mariae Ulysséa, 2021
- Hylomyrma marielleae Ulysséa, 2021
- Hylomyrma mitiae Ulysséa, 2021
- Hylomyrma montana Pierce, Branstetter & Longino, 2017[6]
- Hylomyrma peetersi Ulysséa, 2021
- Hylomyrma plumosa Pierce, Branstetter & Longino, 2017
- Hylomyrma praepotens Kempf, 1973[2]
- Hylomyrma primavesi Ulysséa, 2021
- Hylomyrma reginae Kutter, 1977[7]
- Hylomyrma reitteri (Mayr, 1887)
- Hylomyrma sagax Kempf, 1973[2]
- Hylomyrma transversa Kempf, 1973[2]
- Hylomyrma versuta Kempf, 1973[2]
- Hylomyrma villemantae Neves & Lacau, 2018[8]
- Hylomyrma virginiae Ulysséa, 2021
- Hylomyrma wachiperi Ulysséa, 2021[1]